# Burmeistera venezuelensis
Burmeistera venezuelensis är en klockväxtart som beskrevs av Thomas G. Lammers. Burmeistera venezuelensis ingår i släktet Burmeistera och familjen klockväxter. Inga underarter finns listade i Catalogue of Life.